# Cry to Me
Pistes de Out of Our Heads
Talkin' 'Bout You
(7) Oh, Baby (We Got a Good Thing Going)
(9)
Cry to Me est une chanson écrite par Bert Berns, dont la première version a été enregistrée en 1962 par Solomon Burke. Elle a été reprise par les Rolling Stones en 1965 sur leur album Out of Our Heads, ainsi que par les Pretty Things en single la même année.

## Réalisation et parution
Révélé avec Twist and Shout enregistré en 1962 par les Isley Brothers, Bert Russels (connu sous le nom de Bert Berns) est devenu l'un des auteurs-compositeurs les plus utilisés par le label Atlantic.
Plus tôt, il a écrit Cry to Me pour Solomon Burke. La chanson est enregistrée le 6 décembre 1961 avec Berns comme producteur et Claus Ogerman comme chef d’orchestre.
La chanson sort en single en début d'année suivante et atteint la cinquième place.

## Reprise desRolling Stones
Lors de la session du 13 mai 1965 au studio RCA à Los Angeles, les Rolling Stones reprennent la chanson dans une version différente avec un tempo ralenti pour que cela sonne plus "Otis Redding" (le groupe reprend le même jour sa chanson I've Been Loving You Too Long le même jour) que "Solomon Burke". La chanson apparait sur l'album Out of our Heads en 1965.